# Janghang-dong
Janghang-dong (koreanska: 장항동) är en stadsdel i staden Goyang i provinsen Gyeonggi i den nordvästra delen av Sydkorea, 21 km nordväst om huvudstaden Seoul. Den ligger i stadsdistriktet Ilsandong-gu.
Administrativt är Janghang-dong uppdelat i:
| Namn    | Namn                | Yta km² | Invånare 31 dec 2020 |
| ------- | ------------------- | ------- | -------------------- |
| 장항1동 | Janghang 1(il)-dong | 10,28   | 11 197               |
| 장항2동 | Janghang 2(i)-dong  | 2,41    | 27 202               |